# Lumumba, la muerte de un profeta
Lumumba, la mort d'un prophète es una película del año 1991 dirigida por Raoul Peck.

## Sinopsis
Es un documental creativo donde la biografía y la historia, los testimonios y las imágenes de archivo constituyen la trama de una reflexión sobre la figura de Patrice Lumumba, sobre el asesinato político, los medios y la memoria. También es una ocasión única para recordar, 50 años después, la vida y la leyenda de Lumumba, líder independentista y primer ministro de la República Democrática del Congo en 1960.

## Premios
- Festival internacional de Cine de Amiens 1991
- Fespaco (Uagadugú) 1993
- Festival du Réel (París) 1992
- Vues d'Afrique (Monreal) 1992
- Festival internacional de Cine de Fribourg 1992